# 中村耕造
中村 耕造（なかむら こうぞう）はシベリアからの復員兵。歌手としても活動した。

## 人物
1948年（昭和23年）8月8日、NHKラジオの『素人のど自慢』において『異国の丘』を歌唱した。
『異国の丘』（共唱・竹山逸郎）、『ハバロフスク小唄』（共唱・近江俊郎）などを吹き込む。